# Hvozd (Boêmia Central)
Hvozd é uma comuna checa localizada na região da Boêmia Central, distrito de Rakovník.